# غراهام فرينش
غراهام فرينش (بالإنجليزية: Graham French)‏ (6 أبريل 1945 في المملكة المتحدة - ) هو لاعب كرة قدم بريطاني في مركز جناح ‏. لعب مع سويندون تاون وشروزبري تاون ونادي ريدنغ ونادي ساوثبورت ونادي لوتون تاون ونادي واتفورد وBoston Minutemen ‏ ونادي تلفورد يونايتد.